# Светско првенство у одбојци за жене 1952.
Прво Светско првенство у одбојци за жене 1952. је одржано у Совјетском Савезу од 17. августа до 29. августа 1952. На првенству су учествовале 8 репрезентације које су играле по Бергеровом систему.

## Учесници
На светском првенству је учествовало 8 репрезентација.
| Африка | Азија и Океанија | Северна Америка | Јужна Америка | Европа                                                                               |
| ------ | ---------------- | --------------- | ------------- | ------------------------------------------------------------------------------------ |
|        | Индија           |                 |               | Совјетски Савез · Пољска · Чехословачка · Мађарска · Бугарска · Румунија · Француска |

## Бергеров систем

### Група
| Бр | Репрезентација  | Утакмице | Утакмице | Утакмице | Сетови | Сетови   | Сетови       | Поени      | Поени      | Поени         | Бодови |
| Бр | Репрезентација  | играли   | добили   | изгубили | добили | изгубили | Сет Количник | пос. поени | изг. поени | Поен количник | Бодови |
| -- | --------------- | -------- | -------- | -------- | ------ | -------- | ------------ | ---------- | ---------- | ------------- | ------ |
| 1  | Совјетски Савез | 7        | 7        | 0        | 21     | 0        | МАХ          | 315        | 101        | 3,119         | 14     |
| 2  | Пољска          | 7        | 6        | 1        | 18     | 6        | 3,000        | 315        | 201        | 1,567         | 13     |
| 3  | Чехословачка    | 7        | 5        | 2        | 16     | 8        | 2,000        | 298        | 245        | 1,216         | 12     |
| 4  | Бугарска        | 7        | 4        | 3        | 15     | 12       | 1,250        | 333        | 293        | 1,137         | 11     |
| 5  | Румунија        | 7        | 3        | 4        | 11     | 13       | 0,846        | 272        | 287        | 0,948         | 10     |
| 6  | Мађарска        | 7        | 2        | 5        | 8      | 16       | 0,500        | 234        | 292        | 0,801         | 9      |
| 7  | Француска       | 7        | 1        | 6        | 5      | 18       | 0,278        | 185        | 299        | 0,619         | 8      |
| 8  | Индија          | 7        | 0        | 7        | 0      | 21       | 0,000        | 81         | 315        | 0,257         | 7      |

| 2° место Пољска | Победник Светског првенства у одбојци за жене 1952. СССР 1° титула | 3° место Чехословачка |